# Gara Apold
Gara Apold a fost o stație de cale ferată de pe linia Agnita, în comuna Apold, județul Mureș, România. Gara a fost deschisă în 1910 și închisă în 2001.